# Nemti
Nemti község Nógrád vármegyében, a Bátonyterenyei járásban.

## Fekvése
Salgótarjántól délkeletre fekszik, a Mátra északi lejtői között, Nógrád vármegye keleti széle közelében. A legközelebbi város Bátonyterenye, attól néhány kilométerre keletre fekszik a 23-as főút mentén. A Novohrad-Nógrád UNESCO Globális Geopark települése.
A főútból a település keleti részén ágazik le az a 24 109-es számozású mellékút, amely a környező települések közül Szuha, Mátraalmás, Mátramindszent, sőt részben Dorogháza elérését is biztosítja.

## Története
Nemti (Németi) Árpád-kori település. Nevét 1227-ben említette először oklevél Nemti alakban. 1297-ben Nemti nemeseket említ egy oklevél, akik a Hangonyiak eskütársai voltak. 1331-ben a Nemti család birtoka. A család tagjai; Nemti Péter és fiai tiltakoztak örökös nélkül elhalt rokonuk kalapati birtokrészével kapcsolatban, melyet Károly Róbert királytól Rimai Miklós mester lévai és kolozsvári várnagy kapott meg.
1332-ben a pápai tizedjegyzék Szent Márton egyházát említi, melynek papja ez évben 6 garas pápai tizedet fizetett. 1413-ban Zsigmond király Nemtit a Derencsényi családnak adományozta, Ujlak, Kalapács és Mártonfölde helységekkel együtt. 1548-ban Karthaly Zsigmond birtoka volt.
Az 1579. évi török adóösszeírásokkor Németin néven szerepelt. 1633-1634-ben a váci nahije községei között sorolták fel, mindössze két adóköteles házzal. 1715-ben hét és 1720-ban 9 tót háztartását vették fel az összeírók. 1770-ben gróf Grassalkovich Antal birtoka volt. E családé volt egészen 1840-ig, később pedig a gróf Károlyi család birtokába került, gróf Károlyi Mihály parádi uradalmához tartozott az 1900-as évek elején is. 1873-ban nagy kolerajárvány pusztított a településen. A határban az 1900-as évek elején kőszénbánya is működött. Kőbányája is volt.
Nemti a 20. század elején Nógrád vármegye Salgótarjáni járásához tartozott.
1939. január 1. óta tartozik hozzá Ilonabánya (azelőtt Kisterenye része volt).

## Ilonabánya
Ilonabánya egykori bányatelep 1939 óta Nemti része, a falutól nyugatra helyezkedik el, amitől csak a Nemti-patak választja el. Azelőtt a messzebb lévő Kisterenye része volt. A Mátrától északra, a 23-as főút északi oldalánál található, a patak jobb partján. Az 1956-os forradalom idején munkástanács alakult a bányaüzemben, amit a szervezők elleni megtorlás követett.

## Közélete

### Polgármesterei
- 1990–1994: Táborita Sándor (független)[4]
- 1994–1998: Dr. Pilmayer Nándor (független)[5]
- 1998–2002: Dr. Pilmayer Nándor (Fidesz-FKgP-MDF-KDNP-MKDSZ-MDNP)[6]
- 2002–2006: Erős Róbert (független)[7]
- 2006–2010: Erős Róbert (független)[8]
- 2010–2011: Táborita Sándor (független)[9]
- 2011–2014: Erős Róbert (független)[10]
- 2014–2019: Széll Istvánné (független)[11]
- 2019–2024: Széll Istvánné (független)[12]
- 2024– : Dr. Morvai Máté (független)[1]

A településen 2011. július 31-én időközi polgármester-választást tartottak, az előző polgármester lemondása miatt.

## Népesség
A település népességének változása:
| Lakosok száma | 743  | 735  | 734  | 757  | 662  | 664  | 653  |
|               | 2013 | 2014 | 2015 | 2021 | 2022 | 2023 | 2024 |

1910-ben 991 lakosából 963 fő magyar, 21 szlovák volt. A népességből 973 fő római katolikus volt.
2001-ben a település lakosságának 99%-a magyar, 1%-a egyéb (cigány és szlovák) nemzetiségűnek vallotta magát.
A 2011-es népszámlálás során a lakosok 90,3%-a magyarnak, 6,3% cigánynak, 0,7% németnek, 0,3% románnak, 0,3% szlováknak mondta magát (9,7% nem nyilatkozott; a kettős identitások miatt a végösszeg nagyobb lehet 100%-nál). A vallási megoszlás a következő volt: római katolikus 57,1%, református 1,4%, evangélikus 0,9%, felekezeten kívüli 15,8% (24,1% nem nyilatkozott).
2022-ben a lakosság 83,8%-a vallotta magát magyarnak, 4,1% cigánynak, 0,6% németnek, 0,5% ukránnak, 0,2% szlováknak, 0,2% lengyelnek, 1,8% egyéb, nem hazai nemzetiségűnek (16% nem nyilatkozott; a kettős identitások miatt a végösszeg nagyobb lehet 100%-nál). Vallásuk szerint 24,9% volt római katolikus, 2,4% református, 0,5% evangélikus, 0,3% görög katolikus, 1,1% egyéb keresztény, 0,9% egyéb katolikus, 19,5% felekezeten kívüli (50,3% nem válaszolt).

## Híres emberek
- Itt született Fehér Anettka televíziós műsorvezető, orosz-történelem szakos tanár.

## Külső hivatkozások
- Nemti község önkormányzatának honlapja
- A Novohrad-Nógrád UNESCO Globális Geopark települései